# 松本哲泓
松本 哲泓（まつもと てつおう、1946年7月20日 - ）は、日本の元裁判官。元大阪高等裁判所総括判事。関西大学法科大学院教授。立命館大学法学部卒業。京都府出身。

## 略歴
- 1973年 司法修習生
- 1975年 名古屋地方裁判所判事補
- 1978年 長野地方・家庭裁判所上田支部判事補
- 1980年 長野地方・家庭裁判所判事補
- 1982年 大阪地方裁判所判事補
- 1985年 高知地方・家庭裁判所判事
- 1990年 大阪地方裁判所判事、大阪高等裁判所判事職務代行
- 1993年 神戸家庭・地方裁判所豊岡支部判事
- 1994年 神戸地方・家庭裁判所豊岡支部判事
- 1996年 大阪地方裁判所判事部総括
- 2002年 大阪高等裁判所判事
- 2004年 神戸地方裁判所姫路支部長
- 2006年 富山地方・家庭裁判所所長
- 2007年 和歌山地方・家庭裁判所所長
- 2008年 大阪高等裁判所総括判事
- 2011年 定年退官
- 2012年 関西大学法科大学院教授
- 2017年 瑞宝重光章受章

## 主な担当訴訟
- 労働関連訴訟が多い。
- 住友電工裁判（2000年）－男女別雇用管理によって能力向上と昇進の機会を奪われたとして男性社員との給与差額と慰謝料を求めた女性社員7名に対し、女性差別は憲法に反するが当時の社会状況から違法とまでは言えないとした。
- 大阪「指曲がり症」裁判（2001年）－大阪府豊中市の元給食調理員の「指曲がり症」に対して公務災害を認めなかった処分の取り消しを求める訴訟にて、公務災害を認定した。
- ネスレ転勤拒否裁判（2005年）－家族の介護を理由に他県への配置転換命令無効の確認を求めた訴訟にて、配転命令の無効を認定した。

| スタブアイコン | サブスタブ | この項目は、まだ閲覧者の調べものの参照としては役立たない、人物に関連した書きかけの項目です。この項目を加筆・訂正などしてくださる協力者を求めています（P:人物伝/PJ:人物伝）。 |